# 當眞琢
當眞 琢（とうま たく、1996年9月21日 - ）は、ジャパンラグビーリーグワンNECグリーンロケッツ東葛に所属するラグビー選手。

## プロフィール
- 沖縄県出身[1]。
- ポジションはプロップ(PR)。
- 身長 183 cm、体重 121 kg
- 弟の慶(現三重ホンダヒート)・弟の蓮(現三重ホンダヒート)もラグビー選手[2]。
- ジュニア・ジャパンに選ばれたことがある[3]。
- U20日本代表に選ばれたことがある[4]。

## 略歴
2015年、コザ高校卒業後、帝京大学に入る。なおコザ高校時代、高校日本代表に選ばれたことがある。
2019年、帝京大学卒業後、NECグリーンロケッツ（現・NECグリーンロケッツ東葛）に加入。
2020年1月26日にジャパンラグビートップリーグ第3節キヤノンイーグルス戦に先発出場で公式戦初出場を果たす。